# Славянский отряд
Славянский отряд — многочисленный партизанский отряд времён Второй Мировой войны. Командиром отряда был назначен Михаил Иванович Карнаухов.

## История

### Зарождение
3 июля 1941 года в Москве был издан Указ «О создании на занятых врагом районах партизанских отрядов для сопротивления фашистским захватчикам».
С 15 июля 1941 года Славянский Горком КП(б)У начал набор в «Славянский Городской партизанский отряд».
17 октября 1941 года организация отряда была завершена.

## Состав
На момент начала деятельности, отряд насчитывал в своём составе 149 рабочих, 54 служащих, 7 колхозников, в том числе — 8 женщин.

## Деятельность
За время деятельности отряда, с момента создания 17 октября 1941 года до освобождения Донбасса 08 сентября 1942 года, удалось уничтожить 1240 немецких солдат, 12 немецких офицеров, 62 полицая и предателя; взорвать 1 мост, 3 склада с боеприпасами и 35 блиндажей.
Отряд активно принимал участие в освобождении Сталинской области от немецких оккупационных сил.